# 諦分別経
『諦分別経』（たいふんべつきょう、巴: Sacca-vibhaṅga-sutta, サッチャヴィバンガ・スッタ）とは、パーリ仏典経蔵中部に収録されている第141経。
類似の伝統漢訳経典としては、『中阿含経』（大正蔵26）の第31経「分別聖諦経」や、『四諦経』（大正蔵32）等がある。
釈迦やサーリプッタ（舎利弗）が、比丘たちに、四諦に関する仏法を説く。

## 構成

### 登場人物
- 釈迦
- サーリプッタ（舎利弗）

### 場面設定
ある時、釈迦はバーラーナシー近郊イシパタナの鹿野苑に滞在していた。
釈迦は比丘たちに、四諦についての説法を行い、サーリプッタ（舎利弗）とモッガラーナ（目犍連）の2人に倣うよう告げて去る。
続いてサーリプッタが、先の釈迦の四諦の説法の詳細な内容を、比丘たちに説いて聞かせる。
比丘たちは歓喜する。

## 日本語訳
- 『南伝大蔵経・経蔵・中部経典4』（第11巻下） 大蔵出版
- 『パーリ仏典 中部（マッジマニカーヤ）後分五十経篇II』 片山一良訳 大蔵出版
- 『原始仏典 中部経典4』（第7巻） 中村元監修 春秋社